# Prionotalis balia
Prionotalis balia là một loài bướm đêm trong họ Crambidae.